# Миссионер (фильм, 1982)
«Миссионер» (англ. The Missionary) — британский комедийный фильм 1982 года, снятый Ричардом Лонкрейном. В главных ролях — Майкл Пейлин и Мэгги Смит. Пейлин выступил также сценаристом и сопродюсером картины.

## Сюжет
Сценарий частично навеян историей преподобного Гарольда Дэвидсона, «падре проституток», чьи попытки спасти молодых девушек от порока заставили его отказаться от сана в 1932 году.
После 10 лет миссионерской службы в Африке, преподобный Чарльз Фортескью возвращается на Туманный Альбион. Епископ даёт ему неожиданное поручение. Чарльза обязывают наставлять проституток Лондона на путь истинный. Фортескью лелеет надежду, что его невеста Дебора станет возражать и даст этим основания для отказа начальству. Но Дебора столь чиста и наивна, что понятия не имеет о любви за деньги. Леди Эймс, богатая и взбалмошная особа, готова стать спонсором проекта, но взамен она просит священника стать её (немыслимая наглость!) любовником.

## В ролях
- Майкл Пейлин — преподобный Чарльз Фортескью
- Мэгги Смит — Изабель Эймс
- Тревор Ховард — лорд Генри Эймс
- Денхолм Эллиотт — епископ
- Майкл Хордерн — Слаттертуэйт / рассказчик
- Фиби Николлс — Дебора
- Дэвид Суше — Корбетт
- Роланд Калвер — лорд Фермли
- Тимоти Сполл — Парсвелл
- Нил Иннес — певец в ресторане
- Деррик О’Коннор — тренер по гимнастике
- Хью Фрейзер — ашер на свадьбе
- Тришиа Джордж — Ада